# Krîveakî, Mostîska
Krîveakî (în ucraineană Крив'яки) este un sat în comuna Sokolea din raionul Mostîska, regiunea Liov, Ucraina.

## Demografie
Componența lingvistică a localității Krîveakî
     Ucraineană (100%)
Conform recensământului din 2001, toată populația localității Krîveakî era vorbitoare de ucraineană (100%).